# Viewpoint
Viewpoint (ビューポイント?, Byūpointo) è uno sparatutto a scorrimento obliquo per arcade sviluppato da Sammy e pubblicato nel 1992 da SNK. È il primo e unico titolo della compagnia reaalizzato per la scheda hardware Neo Geo.
Venne convertito per le più note console del tempo, ovvero Neo Geo CD, FM Towns, Sega Mega Drive, Sharp X68000 e PlayStation. Nel 1996 doveva uscire anche una versione per Sega Saturn, che alla fine fu cancellata; nel 1999 fu programmata invece una conversione per Game Boy Color, ma pure questa rimase inedita.
Un diretto sequel era annunciato per il Nintendo 64 come Viewpoint 64 nel 1999, ma Sammy decise di non farlo uscire per motivi sconosciuti. Un prototipo è riemerso nell'ottobre 2015 in un'asta online.

## Modalità di gioco
Il gameplay di Viewpoint è tale e quale al celeberrimo Zaxxon, ove lo scorrimento lungo lo schermo dell'astronave controllata dal giocatore è unicamente in diagonale. Due sono però le caratteristiche che lo differenziano dal titolo di Sega: l'astronave in questione non può cambiare l'altezza del volo e non dispone di un indicatore di carburante.
I velivoli BP-01 e BP-02 (affidati rispettivamente al primo e al secondo giocatore) sono equipaggiati con un cannone al plasma di base, che può essere utilizzato per sparare ininterrottamente o per caricare un'esplosione concentrata. Durante la sessione, i giocatori possono trovare dispositivi di protezione che si muovono ai lati della nave, proteggendola dai danni e sparando insieme alla nave, oltre a scudi che proteggono essa. I giocatori possono anche portare con sé una scorta di tre bombe, con tre diversi tipi di bombe disponibili: Missile, che spara una raffica di missili a ricerca, Fuoco, che crea un muro di fuoco in avanzamento, e Onda, che crea una grande onda d'urto che danneggia tutti i nemici sullo schermo.
Infine, il titolo consta di sei unici livelli, alla fine di ognuno dei quali c'è una battaglia con il boss.

## Accoglienza
In Nord America, la rivista RePlay ha riferito che Viewpoint era il quindicesimo gioco arcade più popolare all'epoca. Il titolo vinse sia il premio per la Miglior Grafica che per la Miglior Musica in un Videogioco ai premi di Electronic Gaming Monthly del 1992.
La versione Neo Geo ricevette il plauso della critica. Famitsū assegnò un punteggio di 30 su 40. La versione arcade MVS venne accolta positivamente da Computer and Video Games, che le diede una percentuale del 95%, e da Sinclair User, che le diede invece il 96%. I due recensori di GameFan diedero alla versione console AES le percentuali del 99,5% e del 99%, affermando che si trattava de "il miglior gioco finora disponibile sul sistema". GamePro gli diede un punteggio pieno di 5 in tutte e quattro le categorie (grafica, sonoro, controlli e fattore divertimento). Notarono somiglianze con Zaxxon, ma elogiarono la grafica, gli sfondi animati, la musica dance funky in stile hip hop e il gameplay.
I porting successivi furono molto più divisivi. I cinque recensori di Electronic Gaming Monthly diedero alla versione Mega Drive un punteggio di 8, 6, 7, 7 e 7 su 10 (media di 7 su 10). Sebbene avessero notato alcuni rallentamenti significativi e una musica che non si avvicinava a quella della versione originale, la valutarono complessivamente come una buona conversione. Analogamente, Next Generation affermò che, sebbene la grafica e la musica non riescano a ricreare efficacemente quelle della versione Neo Geo, si tratta di un porting eccezionalmente buono, considerando che è destinato a un sistema meno potente e su una cartuccia di dimensioni pari a una frazione di quella Neo Geo. La loro principale critica riguardava il gioco in sé, che, a loro dire, diventava noioso abbastanza rapidamente a causa della ridondanza del level design.
I quattro recensori di Electronic Gaming Monthly diedero alla versione PlayStation un punteggio di 30,5 su 40 (media di 7,625 su 10). Hanno elogiato la grafica migliorata di tale versione rispetto all'originale Neo Geo, ma la maggior parte ha ritenuto che la nuova colonna sonora fosse inappropriata. Il quartetto ha concordato sul fatto che il gioco sia "incredibilmente difficile", ma erano divisi sul fatto che questo fosse un aspetto positivo o negativo. GamePro si è schierata dalla parte del negativo; sebbene abbiano elogiato il "look fresco e futuristico" e l'audio migliorato della versione PS, hanno ritenuto che la combinazione di una difficoltà eccessivamente elevata e di controlli "gommosi" rendesse il gioco poco divertente. Next Generation ha affermato che, sebbene l'originale Neo Geo sia giustamente tenuto in grande considerazione, la conversione per PS soffre di ritmo lento, controlli lenti e, soprattutto, di una difficoltà eccessivamente elevata: "Non abbiamo idea di che tipo di sadico l'abbia convertito, ma a meno che tu non sia anche un masochista altrettanto estremo, tienilo alla larga". Anche Maximum ha ritenuto la versione per PlayStation inferiore alla versione Neo Geo, commentando che, sebbene la grafica fosse generalmente migliorata, alcune sezioni apparivano meglio sul Neo Geo e la musica e il gameplay erano molto peggiori. Tuttavia, hanno aggiunto: "Giudicando Viewpoint come un gioco a sé stante (invece di confrontarlo con il Neo Geo), non è affatto male, offrendo molta azione esplosiva e molto intrattenimento.